# Nitinol

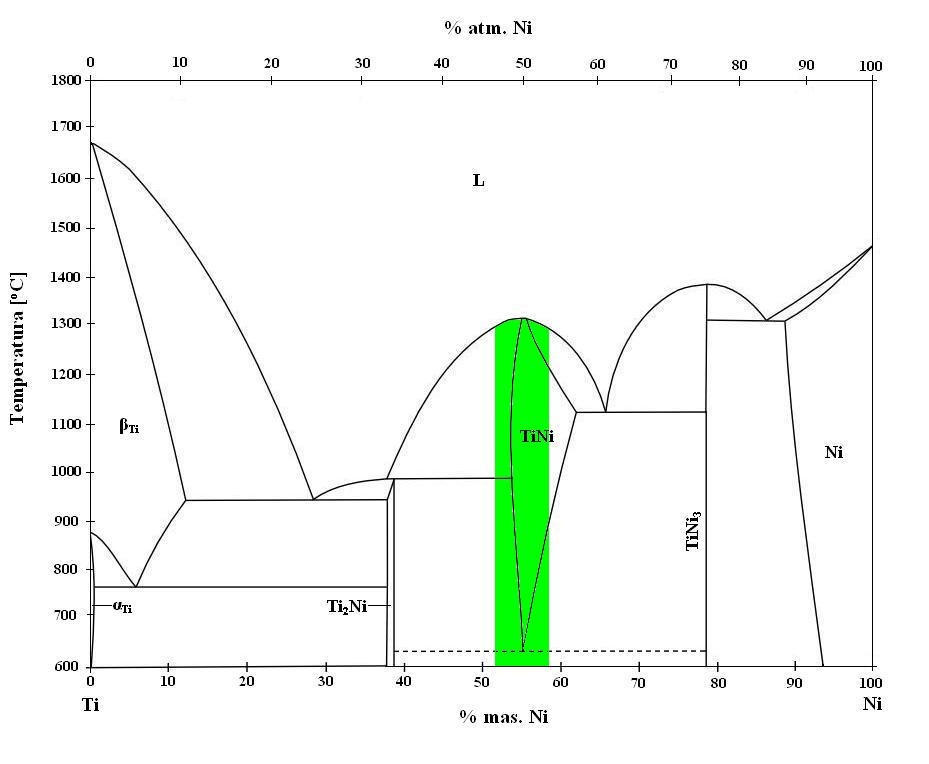
Wykres fazowy NiTi z zaznaczonymi zawartościami % Ni dla nitinoli wykorzystywanych w przemyśle (__).

Nitinol – stop metaliczny niklu z tytanem, gdzie przybliżony procent atomowy dwóch pierwiastków jest taki sam. Należy do grupy materiałów inteligentnych wykazujących efekt pamięci kształtu. Praktyczne zastosowanie znalazł przy zawartości 53–57% masowego niklu.

## Ogólne informacje
Stop Ni-Ti ulega termosprężystej przemianie martenzytycznej i wykazuje jednokierunkowy efekt pamięci kształtu, dwukierunkowy efekt pamięci kształtu oraz pseudosprężystość. Pamięć kształtu odnosi się do zdolności nitinolu odzyskiwania ustalonego kształtu przy ogrzewaniu powyżej temperatury zajścia przemiany martenzytycznej. Pseudosprężystość występuje w wąskim zakresie temperatur, tuż powyżej temperatury przemiany. Bez zmiany temperatury możliwe jest odzyskanie kształtu, przy jednoczesnym wykazywaniu dużej sprężystości.
W 1963 roku w laboratorium badawczym Marynarki Wojennej Stanów Zjednoczonych (dokładnie w US Naval Ordnance Laboratory) został zaobserwowany efekt pamięci kształtu dla tego materiału. Badaczami, którzy tego dokonali byli William J. Buehler i Frederick Wang. Nazwa jest akronimem składającym się z symboli pierwiastków i pierwszych liter organizacji badawczej: Nickel Titanium Naval Ordnance Laboratory.

## Układ równowagi

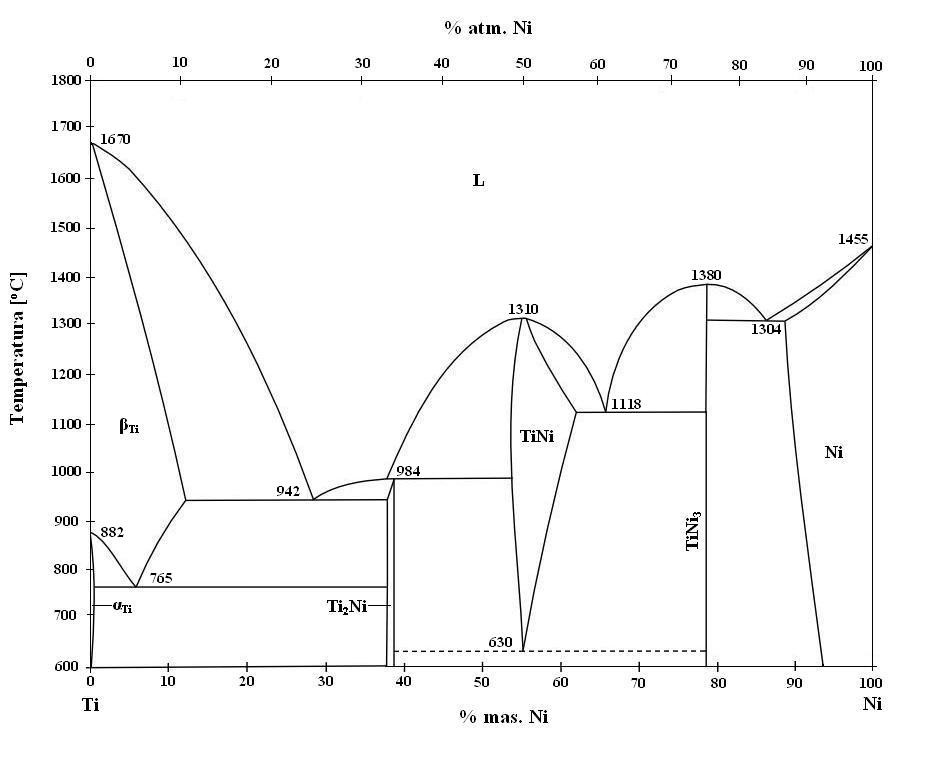
Wykres fazowy NiTi

Stopy o składzie stechiometrycznym (50% at. Ni, 50% at. Ti) tworzą fazę międzymetaliczną NiTi. Niekiedy oznacza się ją jako fazę β. Stopy o większej zawartości tytanu zawierają dodatkowo fazę Ti2Ni. Powstaje ona w wyniku przemiany perytektycznej. Stopy o większej zawartości niklu zawierają dodatkowo fazę TiNi3. Na wykresie obszar poniżej temperatury 600 °C jest trudny do zdefiniowania. Uważa się, że w tym obszarze czysta faza NiTi występuje tylko w bardzo wąskim zakresie. Spowodowane jest to dużą aktywnością chemiczną tytanu i niklu. Nawet najmniejsza zmiana składu chemicznego powoduje duże zmiany w wykresie i własnościach materiału. Najwyższy punkt dla stechiometrycznego składu znajduje się w temperaturze 1310 °C.

## Struktura faz NiTi

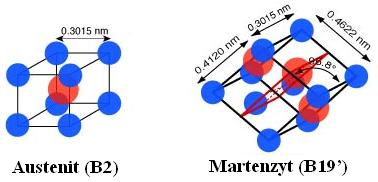
Rys. 1. Poglądowa struktura fazy austenitycznej i martenzytycznej NiTi.

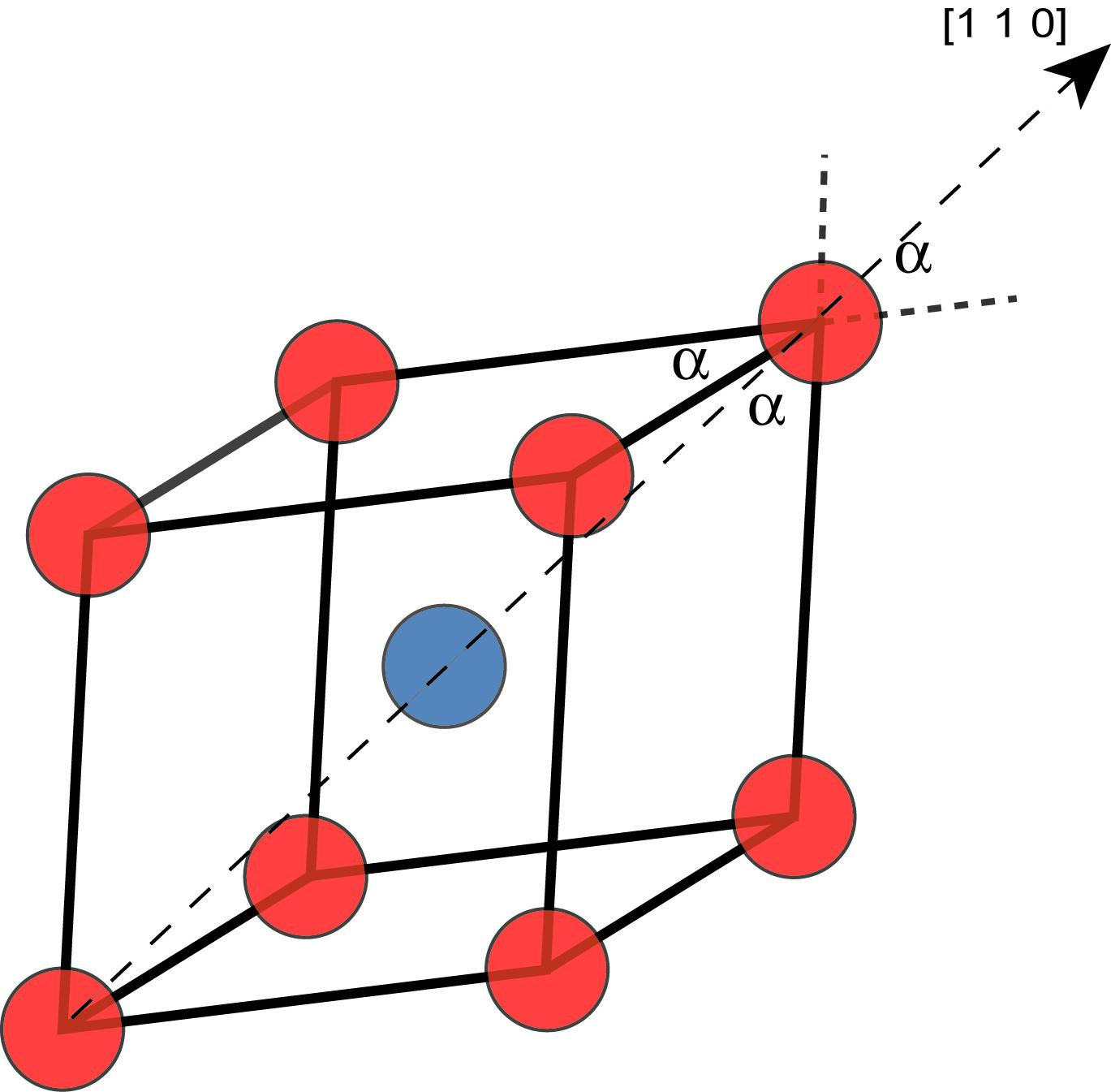
Rys. 2. Poglądowe przedstawienie zniekształcenia struktury austenitu (B2) w fazę R.

Faza NiTi charakteryzuje się uporządkowaną siecią regularną typu CsCl (B2). Parametr sieci komórki elementarnej silnie zależy od składu chemicznego i temperatury. Obecnie przyjmuje się, że parametr ten wynosi około 0,3 nm (najdokładniejszy pomiar to 0,3015 nm). W komórce przypisać można jeden atom niklu oraz jeden atom tytanu (pozycje 0,0,0 i ½,½,½). W stopie o składzie stechiometrycznym podczas jego chłodzenia występuje powyżej temperatury Ms (temperatura początku przemiany martenzytycznej) kilka zjawisk, które mają naturę dyfuzyjną. Jednym z nich jest przemiana przedmartenzytyczna. Objawia się ona przemianą sieci B2 w sieć tzw. fazy R. Stanowi ona romboedryczne zniekształcenie sieci NiTi. Wyznaczono, że jej parametr sieci wynosi 0,903 nm, a kąt α 89,3°. Martenzyt termosprężysty NiTi charakteryzuje się występowaniem w sieci jednoskośnie zniekształconej sieci rombowej typu AuCd (B19'). Parametry wynoszą kolejno a0 0,3015 nm, b0 0,412 nm i c0 0,4622 nm. W komórce zawrzeć można dwa atomy niklu i tytanu.
| Faza                     | % mas. Ni               | Symbol Pearsona      | Grupa przestrzenna                 |
| ------------------------ | ----------------------- | -------------------- | ---------------------------------- |
| {\displaystyle Ti_{2}Ni} | {\displaystyle 38}      | {\displaystyle cF96} | {\displaystyle Fd{\overline {3}}m} |
| {\displaystyle TiNi}     | {\displaystyle 54,6-62} | {\displaystyle cP2}  | {\displaystyle Pm{\overline {3}}m} |
| {\displaystyle TiNi'}    | ~{\displaystyle 54-58}  | {\displaystyle mP4}  | {\displaystyle P2_{1}/m}           |
| {\displaystyle TiNi_{3}} | {\displaystyle 79}      | {\displaystyle hP16} | {\displaystyle P6_{3}/mmc}         |
| {\displaystyle R}        | {\displaystyle -}       | {\displaystyle hP9}  | {\displaystyle P{\overline {3}}}   |

## Istota zjawiska
Nitinol ulega termosprężystej, odwracalnej przemianie martenzytycznej. Odwracalność oznacza, że ogrzewanie materiału powyżej temperatury początku przemiany (Ms) spowoduje zmianę struktury krystalicznej na austenityczną. Chłodzenie z fazy austenitycznej spowoduje powrót do sieci krystalicznej martenzytu. Przemiana w obu kierunkach jest natychmiastowa.
Struktura martenzytu posiada zdolność do ulegania ograniczonemu odkształceniu bez zerwania wiązań atomowych. Odbywa się to mechanizmem bliźniakowania.
Skład chemiczny stopu ma bardzo duży wpływ na przebieg przemiany martenzytycznej.
- bezpośrednia przemiana – dla nitinolu wzbogaconego w tytan zachodzi:

{\displaystyle NiTi(B2)\xrightarrow {\text{Chłodzenie}} NiTi(B2)+NiTi^{'}(B19^{'})\xrightarrow {\text{Chłodzenie}} NiTi^{'}(B19^{'})}
{\displaystyle NiTi^{'}(B19^{'})\xrightarrow {\text{Nagrzewanie}} NiTi^{'}(B19^{'})+NiTi(B2)\xrightarrow {\text{Nagrzewanie}} NiTi(B2)}
- symetryczna przemiana – dla nitinolu wzbogaconego w nikiel, kobalt lub żelazo zachodzi[a]:

{\displaystyle NiTi(B2)\xrightarrow {\text{Chłodzenie}} R\xrightarrow {\text{Chłodzenie}} R+NiTi^{'}(B19^{'})\xrightarrow {\text{Chłodzenie}} NiTi^{'}(B19^{'})}
{\displaystyle NiTi^{'}(B19^{'})\xrightarrow {\text{Nagrzewanie}} NiTi^{'}(B19^{'})+R\xrightarrow {\text{Nagrzewanie}} R\xrightarrow {\text{Nagrzewanie}} NiTi(B2)}
- asymetryczna przemiana – dla nitinolu o stechiometrycznym składzie zachodzi:

{\displaystyle NiTi(B2)\xrightarrow {\text{Chłodzenie}} NiTi^{'}(B19^{'})+NiTi(B2)\xrightarrow {\text{Chłodzenie}} R+NiTi^{'}(B19^{'})\xrightarrow {\text{Chłodzenie}} NiTi^{'}(B19^{'})}
{\displaystyle NiTi^{'}(B19^{'})\xrightarrow {\text{Nagrzewanie}} NiTi(B2)}
Przemiany NiTi⇔NiTi’ i R⇔NiTi’ są przemianami pierwszego rodzaju. Występowanie dwóch przemian w procesie nagrzewania martenzytu (poprzez fazę R) wykazano dla stopów, w których odwrotna przemiana martenzytyczna zachodzi, poniżej temperatury tworzenia się fazy R (TR). Dokładnie odbywa się to, gdy różnica temperatur TR i Ms jest większa, niż histereza temperatur przemiany R→NiTi’ (B19'). Dzieje się tak w stopach bogatych w nikiel oraz w dodatki stopowe jak kobalt i żelazo. Każdy pierwiastek stopowy obniża temperaturę Ms, jednocześnie mając mały wpływ na TR. Istnieje możliwość wymuszenia takiego typu przemiany w nitinolu o dowolnym składzie poprzez zastosowanie odpowiedniego odkształcenia lub oddziaływaniem innymi przemianami fazowymi na wielkość temperatury Ms.
Obróbka cieplna ma znaczący wpływ na mechanizm zachodzenia przemiany martenzytycznej. Przede wszystkim są to:
- starzenie stopów o podwyższonej zawartości niklu,
- niskotemperaturowe wyżarzanie bezpośrednie po odkształceniu na zimno,
- cykliczne powtarzanie przemiany[7].

## Własności

### Wybrane właściwości
| Własności fizyczne                    | Martenzyt     | Austenit      |
| ------------------------------------- | ------------- | ------------- |
| Temperatura topnienia [°C]            | ~1300         | ~1300         |
| Gęstość [kg/m³]                       | 6400-6500     | 6400-6500     |
| Ciepło właściwe [J/kg·°C]             | 450-620       | 450-620       |
| Przewodność cieplna [W/m·°C]          | 8,6           | 18            |
| W. rozszerzalności cieplnej [10−6/°C] | 6,6           | 11            |
| Przewodność elektryczna [S]           | 2·106         | 2·106         |
| Oporność właściwa [10−6Ω·m]           | 0,5           | 1,1           |
| Magnetyzm                             | paramagnetyzm | paramagnetyzm |

| Własności mechaniczne                                         | Martenzyt | Austenit |
| ------------------------------------------------------------- | --------- | -------- |
| Moduł Younga [GPa]                                            | 28        | 83       |
| Wytrzymałość na rozciąganie (wyżarzony) [MPa]                 | 900       | 900      |
| Wytrzymałość na rozciąganie (przeróbka plast. na zimno) [MPa] | 1900      | 1900     |
| Wydłużenie do zerwania (wyżarzony) [%]                        | 20-60     | 20-60    |
| Wydłużenie do zerwania (przeróbka plast. na zimno) [%]        | 5-20      | 5-20     |
| Tłumienie                                                     | 0,2·10−3  | 8·10−3   |
| Wielkość ziarna [μm]                                          | 1-100     | 1-100    |

| Własności funkcjonalne                      | Dane       |
| ------------------------------------------- | ---------- |
| Zakres temperaturowy przemiany fazowej [°C] | -200 ÷ 200 |
| Wielkość pętli histerezy [°C]               | 2-50       |
| Entalpia przemiany fazowej [J/g]            | 19-32      |
| Entropia przemiany fazowej [J/g]            | 0,0711     |
| Średnia ilość cykli termicznych             | >105       |

| Inne                     | Dane   |
| ------------------------ | ------ |
| Odporność na korozję     | pełna  |
| Biozgodność              | pełna  |
| Wyprodukowanie materiału | trudne |
| Obróbka plast. na zimno  | trudna |
| Formowanie               | trudne |
| Skrawalność              | słaba  |

### Własności fizyczne
Nitinol jest stopem paramegnetycznym o niskiej podatności magnetycznej. Charakteryzuje się niską przewodnością cieplną w porównaniu do innych metali i ich stopów. Silnie absorbuje promieniowanie rentgenowskie i utrudnia to obserwację przy użyciu tego spektrum fal elektromagnetycznych.

### Własności mechaniczne

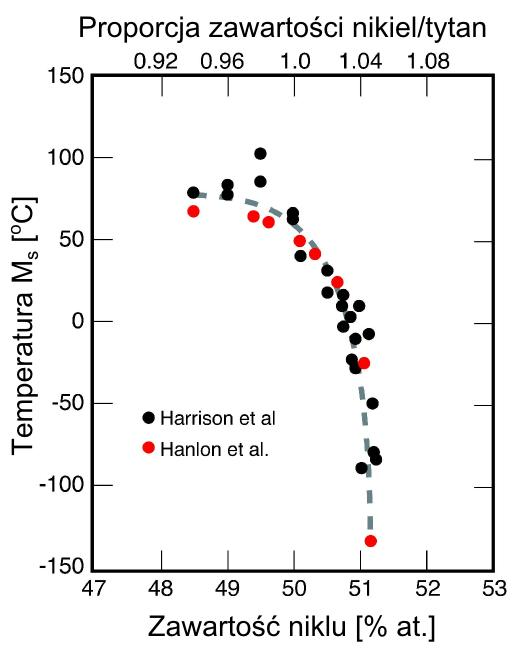
Rys. 3. Wpływ składu chemicznego nitinolu na temperaturę M_{s}.

Własności mechaniczne nitinolu są silnie podatne na zmiany struktury i przebieg przemian fazowych. Za przykład mogą posłużyć dwa modelowe stopy o różnym składzie chemicznym. W tabeli poniżej zestawiono ich najważniejsze własności:
| % mas. Ni | % mas. Ti | Ms [°C] | Mf [°C] | As [°C] | Af [°C] | σ0,2 [MPa] |
| --------- | --------- | ------- | ------- | ------- | ------- | ---------- |
| 54,8      | 45,2      | 20      | -20     | 39      | 77      | 115        |
| 55,5      | 44,5      | -30     | -53     | -12     | 0       | 75         |

Na rysunku 3 przedstawiono wykres zależności składu chemicznego nitinolu od wysokości temperatury Ms. Dla składu chemicznego stechiometrycznego Ni50Ti50 temperatura ta wynosi około 65 °C. Wraz ze wzrostem ilości tytanu można zaobserwować jej nieznaczny wzrost. Ilość niklu w stopie ma dużo większy wpływ. Już nawet niewielkie odejście od składu stechiometrycznego powoduje spadek temperatury Ms, nawet do wartości dużo niższych od 0 °C.
Materiały metaliczne, które można sprężyście odkształcić do około 1%, źle wypadają na tle „materiałów” biologicznych (włosy, kości, ścięgno), które można odkształcić nawet do 10%. Własności nitinolu są zbliżone do tkanek żywych. Dzięki istnieniu pseudosprężystości stop jest w stanie bardzo duże odkształcenie może być zakumulowane, a po zdjęciu naprężenia wyzwolone. Nitinol można średnio 10 razy więcej zgiąć, niż stal nierdzewną.

### Własności chemiczne
Z użytkowego punktu widzenia dla nitinolu istotna jest stabilność chemiczna i odporność na utlenianie w wysokich temperaturach.
Do temperatury około 600 °C stop jest stabilny i pokrywa się równomierną, cienką warstwą tlenku. W zakresie 600 °C do 1000 °C zaobserwowano znaczne przyspieszenie zjawisk związanych z utlenianiem. Powyżej 800 °C warstwa tlenków zaczynała pękać i degradować się. W niektórych procesach wytwórczych istnieje groźba nawęglenia stopu. Najczęściej wtedy w stopie pojawia się zanieczyszczenie w postaci TiC. Z tego powodu udział tytanu w stopie bardzo mocno się kurczy. Podatność na utlenianie nadmieniona powyżej jest niezwykle uciążliwa w przypadku wytapiania stopu. Bardzo szybko tworzą się tlenki typu Ti2NiOx, Ti4Ni2O. Tak samo jak w przypadku węgla przede wszystkim zmniejsza się udział tytanu w stopie. Potrzeba wytworzenia stopów o niemalże idealnym składzie chemicznym spowodowała, że w przypadku wytwarzania nitinolu prym wiodą techniki próżniowe eliminujące problem dużego powinowactwa tytanu do tlenu i węgla.
Każdy dodatek stopowy powoduje obniżenie temperatury Ms, ale pogarsza wydajność efektu pamięci kształtu i pseudosprężystości.

### Ograniczenia
Nikiel nie jest obojętny dla organizmu, toteż początkowo istniały obawy, co do jego zastosowań nitinolu związanych z medycyną. Jest alergenem oraz substancją rakotwórczą. Udowodniono, że poprawnie elektrochemicznie wypolerowany i pasywujący się stop nie niesie zagrożenia. Odpowiada za to szczelna i stabilna warstwa tlenku TiO2.
Nitinol jest stopem bardzo trudno spawalnym. Uniemożliwia to uzyskanie skutecznego połączenia między komponentami wykonanymi z tego samego materiału, albo innych metali.

## Wytwarzanie
Problematyka wytwarzania nitinolu skupia się głównie na silnym powinowactwie tytanu do tlenu i węgla. Konieczne jest uzyskanie stopu o dokładnym składzie chemicznym. Dodatkowo nitinol jest materiałem trudno obrabialnym plastycznie.
Do wytwarzania stopu wykorzystuje się wysokiej czystości składniki (99,99% Ni i 99,8 Ti).
Historycznie wykorzystywano do wytopu technikę topienia elektrołukowego elektrodą nietopliwą lub lewitacyjną. Obecnie najczęściej wykorzystywanymi technikami wytwarzania są:
- przetapianie w łukowym piecu próżniowym (VAR) – przeskok łuku elektrycznego między wsadem a miedzianym tyglem (ciągle chłodzonym wodą). Proces odbywa się w próżni, dzięki czemu otrzymany stop charakteryzuje się wysoką czystością.
- topienie w indukcyjnym piecu próżniowym (VIM) – źródłem energii potrzebnej do uzyskania stopu jest indukcja elektromagnetyczna. Proces odbywa się w próżni, dzięki czemu otrzymany stop charakteryzuje się wysoką czystością.

Ze względu na małą plastyczność nitinolu wykonuje się praktycznie tylko przeróbkę plastyczną na gorąco. Są to przede wszystkim procesy takie jak:
- walcowanie,
- młotkowanie,
- ciągnienie,
- wyciskanie.

Dla wytopów małogabarytowych można wykorzystać takie techniki jak stapianie w łuku plazmowym, topienie wiązką elektronów, chemiczne osadzanie z fazy gazowej (CVD) i metalurgię proszków.

## Obróbka wykończeniowa
Obróbkę mechaniczną prowadzi się przy pomocy narzędzi wykonanych z węglików spiekanych. Dodatkowo można wykonać obróbkę elektroerozyjną, cięcie laserowe, czy szlifowanie.

## Zastosowanie
- medycyna (druty łukowe, stenty[17], leczenie złamań, chirurgia)
- czujniki temperatury
- elementy ruchomych mechanizmów (np. dłonie robota, siłowniki)
- pochłaniacze drgań
- silniki cieplne
- trwałe złączki
- zabawki[18].